# Kyūichirō Washizu
Kyūichirō Washizu (鷲津 久一郎, Washizu Kyūichirō; Owari-ichinomiya, Província de Owari, 12 de março de 1921 – Tóquio, 25 de novembro de 1981) foi um engenheiro aeronáutico japonês.
Washizu frequentou a terceira escola estatal em Quioto e estudou engenharia de 1940 a 1942 na Universidade de Tóquio. Foi depois professor no Departamento de Engenharia de Aeronaves e professor assistente de 1947 a 1958. De 1953 a 1955 estudou no Instituto de Tecnologia de Massachusetts (MIT) e obteve um doutorado em 1957 na Universidade de Tóquio, com a tese "Soluções Aproximadas em Elastomecânica" (em japonês). De 1958 até sua aposentadoria em 1981 foi professor de construção de aeronaves na Universidade de Tóquio. Posteriormente teve lá uma cátedra honorária e pouco antes de sua morte uma cátedra na Universidade de Osaka.
Trabalhou com métodos de cálculo de variações nos fundamentos da teoria estrutural, teoria da plasticidade e teoria da elasticidade, trabalhos que tiveram grande influência na teoria dos elementos finitos na estática. O Princípio de Hu-Washizu é nomeado em memória sua e de Hu Haichang.

## Obras
- Bounds for solutions for boundary value problems in elasticity, Journal of Mathematics and Physics, Volume 32, 1953, p. 119–128
- Boundary value problems in elasticity, Aeroelastic and Structures Research Laboratory, MIT, Technical Report 25–18, Março de 1953
- Variational methods in elasticity and plasticity, Oxford: Pergamon Press 1968